# (10628) Feuerbacher
(10628) Feuerbacher ist ein Asteroid des Hauptgürtels, der am 18. Januar 1998 durch die OCA-DLR Asteroid Survey am Observatoire de Calern (IAU-Code 910) bei Caussols, Südfrankreich, entdeckt wurde.
Benannt ist der zur Hygiea-Familie gehörende Asteroid nach dem deutschen Physiker Berndt Feuerbacher, der zwei Jahrzehnte lang Leiter des Instituts für Raumsimulation am Deutschen Zentrum für Luft- und Raumfahrt in Köln war und die Entwicklung der Raumsonde Philae initiierte.